# Principe des quatre coupes
Ne doit pas être confondu avec Principe de la coupe.
Le principe des quatre coupes est une stratégie employée par l'armée birmane contre les combattants karens et la guérilla communiste dans les années 1940-50 : couper ces combattants de leurs sources de ravitaillement, de financement, de renseignement et de recrutement. En pratique il s'agit d'isoler ou de déplacer des villages entiers.
Cette stratégie a été revendiquée à nouveau, le 1er septembre 2017, par le commandant en chef de l'armée birmane, le général Min Aung Hlaing, mais cette fois contre les Rohingya.